# Gran Premio d'India 2011
Il Gran Premio d'India 2011 si è disputato domenica 30 ottobre 2011 al Buddh International Circuit, situato a Greater Noida, nello stato dell'Uttar Pradesh, in India, diciassettesima prova della stagione 2011 del Campionato mondiale di Formula 1 e prima edizione per questa nazione. La gara è stata vinta da Sebastian Vettel su Red Bull Racing-Renault, al suo ventunesimo successo nel mondiale. Vettel ha preceduto sul traguardo Jenson Button su McLaren-Mercedes e Fernando Alonso su Ferrari.
Il gran premio ha vinto il Race Promoters' Trophy, quale miglior gran premio organizzato nella stagione.

## Vigilia

### Sviluppi futuri
Dal 2012 la scuderia Renault è stata autorizzata ad assumere il nome di Lotus. In questa stagione il team era noto come Lotus Renault GP, dal nome dello sponsor, la Lotus Cars. Ciò comporterà un cambio di denominazione per il Team Lotus. Nella stagione questa situazione aveva provocato della confusione nella denominazione dei due team, entrambi tra l'altro motorizzati dalla Renault e aveva anche scatenato una battaglia legale fra Tony Fernandes del Team Lotus, e la Lotus Cars.
Viene annunciato che dal 2013 il New Jersey ospiterà una gara del calendario mondiale su un circuito cittadino, che andrà ad aggiungersi al Gran Premio degli Stati Uniti che dal 2012 si disputerà sul circuito di Austin.

### Controversie
Il gran premio viene minacciato dalla proteste degli agricoltori della zona che accusano gli organizzatori di avere utilizzato dei metodi non corretti per l'acquisto dei terreni, nonché di avere pagato degli indennizzi troppo bassi. Tre settimane prima dell'evento gli stessi agricoltori hanno organizzato un sit-in nei pressi del circuito per evidenziare la loro protesta. Gli organizzatori hanno però risposto affermando di avere speso 400 milioni di dollari per la gara e che non vi saranno problemi il giorno del gran premio in ordine alla sicurezza.
Un altro tema di discussione è rappresentato dalla tasse doganali, imposte alle scuderie per fare entrare nel paese i loro materiali. Gli organizzatori si erano interessati affinché il circuito potesse diventare un'area duty free. Tale proposta però non è stata accettata dalle autorità indiane. È stato poi affermato che, in accordo alla legislazione fiscale indiana, il governo locale potrebbe chiedere una parte degli introiti che le scuderie ottengono per il gran premio. Questa ipotesi ha portato anche a immaginare che le scuderie potessero boicottare tale evento, anche se poi tale minaccia è stata fatta rientrare.
Gli stessi organizzatori si sono offerti di pagare qualsiasi tassa richiesta alle scuderie. Successivamente il governo locale ha stabilito di non chiedere il pagamento di nessuna tassa per il gran premio. In seguito a tale decisione la Corte Suprema d'India ha richiesto una chiarificazione al governo dell'Uttar Pradesh: per la Corte tale esenzione contravverrebbe alla normativa fiscale sugli intrattenimenti. Il 21 ottobre 2011 la Corte ha emesso una ingiunzione temporanea che prevede che il 25% di quanto incassato sui biglietti venga depositato in un conto separato, fino a quando la Corte stessa non avrà raggiunto una decisione definitiva sulla vicenda.
Un ulteriore problema è sorto in merito alla concessione dei visti a piloti e scuderie. Nico Rosberg e parte dell'HRT hanno affermato di avere visto rifiutate le loro richieste di visto per la gara.
Nonostante la massiccia campagna promozionale, l'accesso al circuito si è rivelato proibitivo per la popolazione locale, dal momento che il biglietto d'ingresso costava quanto uno stipendio medio mensile.

### Aspetti tecnici
La Pirelli, fornitore unico degli pneumatici, annuncia per questo gran premio coperture di tipo morbido e duro. La scelta è dovuta al fatto che l'asfalto atteso è molto abrasivo e le temperature dovrebbero essere particolarmente elevate. La Pirelli ha fornito più set di gomme morbide per la prove, essendo la prima volta che la F1 utilizza questo tracciato.
Il circuito, lungo 5,137 km, caratterizzato da molti saliscendi, e considerato molto veloce. Ha ricevuto il 1º settembre 2011 una visita di Charlie Whiting, che ha espresso la sua sicurezza in merito all'approntazione del tracciato nei tempi previsti, anche se in seguito degli organi di stampa hanno messo in dubbio tale avanzamento dei lavori.
La FIA determina due punti per l'attivazione, in gara, del DRS: uno sul rettilineo dei box con detection point dopo la curva 15, l'altro sul rettifilo tra la curva 3 (dove sarà calcolata la differenza di tempo) e la 4.

### Aspetti sportivi
A seguito delle difficoltà di reinserire in calendario il Gran Premio del Bahrain, dopo che questo era stato in un primo momento cancellato, per le proteste che si erano verificate nel paese arabo, era stato ventilato lo spostamento del Gran Premio d'India al 4 dicembre 2011. Successivamente il Gran Premio del Bahrain venne riproposto come 17ª gara del calendario in data 30 ottobre 2011, proprio al posto del Gran Premio d'India, a sua volta spostato all'11 dicembre 2011. Con la definitiva cancellazione del gara del Bahrain il gran premio indiano è ritornato alla data prevista.
L'ex pilota britannico di Formula 1 Johnny Herbert è nominato commissario aggiunto da parte della FIA. Aveva già svolto tale funzione nel Gran Premio d'Australia 2011 e in tre occasioni nel 2010.
Narain Karthikeyan prende il posto di Vitantonio Liuzzi quale pilota titolare all'HRT-Cosworth. L'indiano era stato sostituito da Daniel Ricciardo, sempre all'HRT, dal Gran Premio di Gran Bretagna. Per qualche tempo era stato ipotizzato che anche un secondo pilota indiano, Karun Chandhok, potesse correre da pilota titolare il gran premio, alla Lotus-Renault. In seguito Chandhok ha disputato solo il primo turno di prove libere al posto di Heikki Kovalainen. Jarno Trulli, per onorare la scomparsa di Marco Simoncelli, avvenuta nel corso del Gran Premio della Malesia della Moto GP il 23 ottobre 2011, indossa un casco ispirato a quello del pilota motociclistico romagnolo. Trulli aveva anche chiesto di potere correre con il numero di Simoncelli, il 58, ma la richiesta è stata rigettata dalla FIA. Anche Rubens Barrichello modifica il suo casco in onore del pilota romagnolo. Anche altri piloti ricordano Simoncelli ponendo il suo numero sul casco o sulla vettura. I due piloti della McLaren corrono con il lutto al braccio per la scomparsa, due settimane prima, del pilota britannico Dan Wheldon in una gara dell'Indy Racing League.
Vitalij Petrov è penalizzato di cinque posizioni sulla griglia di partenza per l'incidente causato che ha messo fuori gioco anche Michael Schumacher nel gran premio precedente.

## Prove

### Resoconto
Il primo pilota ad affrontare la pista appena inaugurata è Adrian Sutil su Force India-Mercedes. La sessione è però stata quasi subito interrotta per la presenza di un cane sulla pista. In testa si è successivamente portato Michael Schumacher, battuto poi da Jaime Alguersuari.
Nella parte centrale Jenson Button ha preso il comando, mentre il neo campione del mondo Sebastian Vettel è stato autore di un'uscita di pista. Fernando Alonso, della Ferrari, ha dovuto abbandonare presto la sessione per un guasto al motore.
Il compagno di scuderia di Button, Lewis Hamilton, ha fatto segnare il tempo migliore a 25 minuti dal termine. Il suo tempo è stato battuto dalle due RBR-Renault, ma successivamente l'inglese è riuscito nuovamente a fare segnare il tempo più basso. Nella parte finale della sessione Alguersuari ha toccato le barriere alla curva 10, mentre Pastor Maldonado della Williams-Cosworth ha avuto problemi al motore provocando l'esposizione di bandiere gialle. Hamilton, che ha effettuato il giro migliore non tenendo conto di tali bandiere, è penalizzato di tre posizioni sulla griglia di partenza. Per la medesima ragione e con la stessa penalizzazione è stato punito anche il pilota della Sauber-Ferrari, Sergio Pérez.
Nella seconda sessione il tempo migliore è fatto dal pilota della Ferrari Felipe Massa, che batte Sebastian Vettel, per lungo tempo autore del tempo migliore. La sessione è stata interrotta negli ultimi minuti per un'uscita di pista della Virgin-Cosworth di Jérôme d'Ambrosio.
La sessione del sabato vede un testacoda del pilota di casa Narain Karthikeyan, e alcune escursioni fuori pista di altri piloti. Il tempo migliore della sessione è fatto segnare da Sebastian Vettel, che precede di tre decimi Jenson Button e il suo compagno di scuderia Mark Webber.

### Risultati
Nella prima sessione del venerdì si è avuta questa situazione:
| Pos | Nº | Pilota           | Costruttore      | Tempo    | Gap    | Giri |
| --- | -- | ---------------- | ---------------- | -------- | ------ | ---- |
| 1   | 3  | Lewis Hamilton   | McLaren-Mercedes | 1'26"836 |        | 22   |
| 2   | 1  | Sebastian Vettel | RBR-Renault      | 1'27"416 | +0"580 | 23   |
| 3   | 2  | Mark Webber      | RBR-Renault      | 1'27"428 | +0"592 | 27   |

Nella seconda sessione del venerdì si è avuta questa situazione:
| Pos | Nº | Pilota           | Costruttore | Tempo    | Gap    | Giri |
| --- | -- | ---------------- | ----------- | -------- | ------ | ---- |
| 1   | 6  | Felipe Massa     | Ferrari     | 1'25"706 |        | 33   |
| 2   | 1  | Sebastian Vettel | RBR-Renault | 1'25"794 | +0"088 | 34   |
| 3   | 5  | Fernando Alonso  | Ferrari     | 1'25"930 | +0"224 | 34   |

Nella sessione del sabato mattina si è avuta questa situazione:
| Pos | Nº | Pilota           | Costruttore      | Tempo    | Gap    | Giri |
| --- | -- | ---------------- | ---------------- | -------- | ------ | ---- |
| 1   | 1  | Sebastian Vettel | RBR-Renault      | 1'24"824 |        | 18   |
| 2   | 4  | Jenson Button    | McLaren-Mercedes | 1'25"191 | +0"367 | 15   |
| 3   | 2  | Mark Webber      | RBR-Renault      | 1'25"203 | +0"379 | 19   |

## Qualifiche

### Resoconto
In Q1 Timo Glock della Virgin-Cosworth non riesce a completare la sessione per un problema al cambio. Fernando Alonso fa segnare inizialmente il tempo migliore, battuto poi da Sebastian Vettel. Negli ultimi minuti della sessione c'è battaglia per evitare l'eliminazione, con Michael Schumacher, Jenson Button e Jaime Alguersuari che riescono a entrare in Q2 montando gomme soft. A fare segnare il tempo migliore della Q1 è Vitalij Petrov della Renault. Vengono eliminate le due HRT-Cosworth, le due Virgin-Cosworth, le due Lotus-Renault e Kamui Kobayashi.
Nella seconda parte i piloti di Red Bull, McLaren, Ferrari e Nico Rosberg fanno segnare subito tempi interessanti mentre è serrata la lotta fra gli altri dieci piloti per entrare nella top ten. Petrov fa segnare lo stesso tempo di Alguersuari, il decimo, e ultimo, sufficiente per entrate nella Q3, ma avendolo fatto segnare più tardi viene eliminato. Assieme a lui vengono eliminate le Williams, Michael Schumacher, Sergio Pérez, Paul di Resta e il compagno di scuderia Bruno Senna.
Nella fase decisiva il primo a portarsi in testa è Fernando Alonso, battuto poi da Sebastian Vettel; fra i due si inseriscono anche Lewis Hamilton e Mark Webber. Gli ultimi minuti della Q3 non modificano la classifica; nell'ultimo tentativo Felipe Massa sale su un cordolo interno e distrugge una sospensione, finendo poi contro le barriere. Per Vettel è la pole numero 13 in stagione, per la Red Bull è la numero 16, mai un costruttore aveva fatto segnare un così alto numero di pole in una singola stagione.

### Risultati
Nella sessione di qualifica si è avuta questa situazione:
| Pos                         | Nº | Pilota             | Costruttore          | Q1       | Q2       | Q3          | Griglia |
| --------------------------- | -- | ------------------ | -------------------- | -------- | -------- | ----------- | ------- |
| 1                           | 1  | Sebastian Vettel   | RBR-Renault          | 1'26"218 | 1'24"657 | 1'24"178    | 1       |
| 2                           | 3  | Lewis Hamilton     | McLaren-Mercedes     | 1'26"563 | 1'25"019 | 1'24"474    | 5       |
| 3                           | 2  | Mark Webber        | RBR-Renault          | 1'26"473 | 1'25"282 | 1'24"508    | 2       |
| 4                           | 5  | Fernando Alonso    | Ferrari              | 1'26"774 | 1'25"158 | 1'24"519    | 3       |
| 5                           | 4  | Jenson Button      | McLaren-Mercedes     | 1'26"225 | 1'25"299 | 1'24"950    | 4       |
| 6                           | 6  | Felipe Massa       | Ferrari              | 1'27"012 | 1'25"522 | 1'25"122    | 6       |
| 7                           | 8  | Nico Rosberg       | Mercedes GP          | 1'26"364 | 1'25"555 | 1'25"451    | 7       |
| 8                           | 14 | Adrian Sutil       | Force India-Mercedes | 1'26"271 | 1'26"140 | senza tempo | 8       |
| 9                           | 18 | Sébastien Buemi    | STR-Ferrari          | 1'26"608 | 1'26"161 | senza tempo | 9       |
| 10                          | 19 | Jaime Alguersuari  | STR-Ferrari          | 1'26"557 | 1'26"319 | senza tempo | 10      |
| 11                          | 10 | Vitalij Petrov     | Renault              | 1'26"189 | 1'26"319 | N.D.        | 16      |
| 12                          | 7  | Michael Schumacher | Mercedes GP          | 1'26"790 | 1'26"337 | N.D.        | 11      |
| 13                          | 15 | Paul di Resta      | Force India-Mercedes | 1'26"864 | 1'26"503 | N.D.        | 12      |
| 14                          | 12 | Pastor Maldonado   | Williams-Cosworth    | 1'26"829 | 1'26"537 | N.D.        | 13      |
| 15                          | 9  | Bruno Senna        | Renault              | 1'26"766 | 1'26"651 | N.D.        | 14      |
| 16                          | 11 | Rubens Barrichello | Williams-Cosworth    | 1'27"479 | 1'27"247 | N.D.        | 15      |
| 17                          | 17 | Sergio Pérez       | Sauber-Ferrari       | 1'27"249 | 1'27"562 | N.D.        | 20      |
| 18                          | 16 | Kamui Kobayashi    | Sauber-Ferrari       | 1'27"876 | N.D.     | N.D.        | 17      |
| 19                          | 20 | Heikki Kovalainen  | Lotus-Renault        | 1'28"565 | N.D.     | N.D.        | 18      |
| 20                          | 21 | Jarno Trulli       | Lotus-Renault        | 1'28"752 | N.D.     | N.D.        | 19      |
| 21                          | 23 | Daniel Ricciardo   | HRT-Cosworth         | 1'30"216 | N.D.     | N.D.        | 23      |
| 22                          | 22 | Narain Karthikeyan | HRT-Cosworth         | 1'30"238 | N.D.     | N.D.        | 24      |
| 23                          | 25 | Jérôme d'Ambrosio  | Virgin-Cosworth      | 1'30"866 | N.D.     | N.D.        | 21      |
| Tempo limite 107%: 1'32"222 |    |                    |                      |          |          |             |         |
| NQ                          | 24 | Timo Glock         | Virgin-Cosworth      | 1'34"046 | N.D.     | N.D.        | 22      |

Con i tempi in grassetto sono visualizzate le migliori prestazioni in Q1, Q2 e Q3.

## Gara

### Resoconto
Prima della gara viene osservato un minuto di silenzio per le morti di Dan Wheldon e Marco Simoncelli, avvenute nelle settimane precedenti del gran premio.
Alla partenza Sebastian Vettel mantiene il comando del gruppo; dietro c'è Mark Webber, che però viene passato già alla curva 3 da Jenson Button, che aveva già sorpreso Alonso alla prima curva. Nelle retrovie vi sono alcuni contatti che costringono Jarno Trulli a una sosta ai box e Kamui Kobayashi al ritiro.
Nei primi giri il pilota australiano della RBR tenta di recuperare la posizione su Button, ma senza successo. Dietro ai primi tre c'è Fernando Alonso, seguito dal compagno di scuderia Felipe Massa, poi Lewis Hamilton e i due della Mercedes GP.
Al giro 16 vanno al cambio gomme Mark Webber, Alonso e Hamilton; nei giri seguenti sarà il turno anche degli altri piloti di testa. Le posizioni della classifica però rimangono invariate.
Al ventiquattresimo giro Lewis Hamilton si avvicina a Massa, tentando di passarlo, alla curva 5. I due vanno a contatto: l'inglese è costretto a cambiare il musetto della sua vettura mentre il brasiliano è penalizzato per la manovra con un drive through. Quando il brasiliano va ai box, per il cambio gomme, cambia anche il muso della monosposto. Al giro 34 però Massa è autore di un errore simile a quello delle prove: la vettura sale oltre il cordolo, colpendo la cunetta esterna: si rompe la sospensione della vettura, costringendolo al ritiro.
Con il secondo turno di cambi gomme Fernando Alonso passa Mark Webber, e si pone al terzo posto. Stessa sorte per Michael Schumacher, che riesce a guadagnare una posizione, sorpassando il compagno di scuderia Nico Rosberg.
Negli ultimi giri non si verificano modifiche nelle posizioni di vertice. Sebastian Vettel vince per l'undicesima volta in stagione, ventunesima in totale. Il tedesco conquista il primo grand chelem della carriera, ossia ottiene pole, vittoria, giro più veloce, nello stesso gran premio, mantenendo la testa della gara per tutto il suo corso. L'ultimo a ottenerlo fu Fernando Alonso nel Gran Premio di Singapore 2010. Vettel batte anche il record del numero di giri in testa in una stagione, che apparteneva a Nigel Mansell, dal 1992.

### Risultati
I risultati del gran premio sono i seguenti:
| Pos | Nº | Pilota             | Costruttore          | Giri | Tempo/Ritiro | Griglia | Punti |
| --- | -- | ------------------ | -------------------- | ---- | ------------ | ------- | ----- |
| 1   | 1  | Sebastian Vettel   | RBR-Renault          | 60   | 1h30'35"002  | 1       | 25    |
| 2   | 4  | Jenson Button      | McLaren-Mercedes     | 60   | +8"433       | 4       | 18    |
| 3   | 5  | Fernando Alonso    | Ferrari              | 60   | +24"301      | 3       | 15    |
| 4   | 2  | Mark Webber        | RBR-Renault          | 60   | +25"529      | 2       | 12    |
| 5   | 7  | Michael Schumacher | Mercedes GP          | 60   | +1'05"421    | 11      | 10    |
| 6   | 8  | Nico Rosberg       | Mercedes GP          | 60   | +1'06"851    | 7       | 8     |
| 7   | 3  | Lewis Hamilton     | McLaren-Mercedes     | 60   | +1'24"183    | 5       | 6     |
| 8   | 19 | Jaime Alguersuari  | STR-Ferrari          | 59   | +1 giro      | 10      | 4     |
| 9   | 14 | Adrian Sutil       | Force India-Mercedes | 59   | +1 giro      | 8       | 2     |
| 10  | 17 | Sergio Pérez       | Sauber-Ferrari       | 59   | +1 giro      | 20      | 1     |
| 11  | 10 | Vitalij Petrov     | Renault              | 59   | +1 giro      | 16      |       |
| 12  | 9  | Bruno Senna        | Renault              | 59   | +1 giro      | 14      |       |
| 13  | 15 | Paul di Resta      | Force India-Mercedes | 59   | +1 giro      | 12      |       |
| 14  | 20 | Heikki Kovalainen  | Lotus-Renault        | 58   | +2 giri      | 18      |       |
| 15  | 11 | Rubens Barrichello | Williams-Cosworth    | 58   | +2 giri      | 15      |       |
| 16  | 25 | Jérôme d'Ambrosio  | Virgin-Cosworth      | 57   | +3 giri      | 21      |       |
| 17  | 22 | Narain Karthikeyan | HRT-Cosworth         | 57   | +3 giri      | 24      |       |
| 18  | 23 | Daniel Ricciardo   | HRT-Cosworth         | 57   | +3 giri      | 23      |       |
| 19  | 21 | Jarno Trulli       | Lotus-Renault        | 55   | +5 giri      | 19      |       |
| Rit | 6  | Felipe Massa       | Ferrari              | 32   | Sospensione  | 6       |       |
| Rit | 18 | Sébastien Buemi    | STR-Ferrari          | 24   | Motore       | 9       |       |
| Rit | 12 | Pastor Maldonado   | Williams-Cosworth    | 12   | Cambio       | 13      |       |
| Rit | 24 | Timo Glock         | Virgin-Cosworth      | 2    | Incidente    | 22      |       |
| Rit | 16 | Kamui Kobayashi    | Sauber-Ferrari       | 0    | Incidente    | 17      |       |

## Classifiche Mondiali

### Piloti
| Pos | Pilota             | Punti |
| --- | ------------------ | ----- |
| 1   | Sebastian Vettel   | 374   |
| 2   | Jenson Button      | 240   |
| 3   | Fernando Alonso    | 227   |
| 4   | Mark Webber        | 221   |
| 5   | Lewis Hamilton     | 202   |
| 6   | Felipe Massa       | 98    |
| 7   | Nico Rosberg       | 75    |
| 8   | Michael Schumacher | 70    |
| 9   | Vitalij Petrov     | 36    |
| 10  | Nick Heidfeld      | 34    |
| 11  | Adrian Sutil       | 30    |
| 12  | Kamui Kobayashi    | 27    |
| 13  | Jaime Alguersuari  | 26    |
| 14  | Paul di Resta      | 21    |
| 15  | Sébastien Buemi    | 15    |
| 16  | Sergio Pérez       | 14    |
| 17  | Rubens Barrichello | 4     |
| 18  | Bruno Senna        | 2     |
| 19  | Pastor Maldonado   | 1     |

### Costruttori
| Pos | Team                 | Punti |
| --- | -------------------- | ----- |
| 1   | RBR-Renault          | 595   |
| 2   | McLaren-Mercedes     | 442   |
| 3   | Ferrari              | 325   |
| 4   | Mercedes GP          | 145   |
| 5   | Renault              | 72    |
| 6   | Force India-Mercedes | 51    |
| 7   | Sauber-Ferrari       | 41    |
| 8   | STR-Ferrari          | 41    |
| 9   | Williams-Cosworth    | 5     |